# ATC M02 – Az ízületi- és izomfájdalmak kezelésének helyi készítményei
Az ATC M02 – Az ízületi- és izomfájdalmak kezelésének helyi készítményei a gyógyszerek anatómiai, gyógyászati és kémiai osztályozási rendszerének (ATC) egyik alcsoportja.
| ATC M   | Váz- és izomrendszer                                     |
| ------- | -------------------------------------------------------- |
| ATC M01 | Gyulladásgátlók és reuma elleni készítmények             |
| ATC M02 | Ízületi- és izomfájdalmak kezelésének helyi készítményei |
| ATC M03 | Izomrelaxánsok                                           |
| ATC M04 | Köszvény elleni készítmények                             |
| ATC M05 | Csontbetegségek kezelésének gyógyszerei                  |
| ATC M09 | A váz- és izomrendszer betegségeinek egyéb gyógyszerei   |

## M02AÍzületi- és izomfájdalmak kezelésének helyi készítményei

### M02AANem szteroid gyulladásgátlók, helyi szerek
| ATC     | Magyar          | INN               | Gyógyszerkönyv                              |
| ------- | --------------- | ----------------- | ------------------------------------------- |
| M02AA01 | Fenilbutazon    | Phenylbutazone    | Phenylbutazonum                             |
| M02AA02 | Mofebutazon     | Mofebutazone      |                                             |
| M02AA03 | Klofezon        | Clofezone         |                                             |
| M02AA04 | Oxifenbutazon   | Oxyphenbutazone   |                                             |
| M02AA05 | Benzidamin      | Benzydamine       |                                             |
| M02AA06 | Etofenamát      | Etofenamate       | Etofenamatum                                |
| M02AA07 | Piroxikám       | Piroxicam         | Piroxicamum                                 |
| M02AA08 | Felbinak        | Felbinac          |                                             |
| M02AA09 | Bufexamak       | Bufexamac         | Bufexamacum                                 |
| M02AA10 | Ketoprofén      | Ketoprofen        | Ketoprofenum                                |
| M02AA11 | Bendazak        | Bendazac          |                                             |
| M02AA12 | Naproxén        | Naproxen          | Naproxenum                                  |
| M02AA13 | Ibuprofén       | Ibuprofen         | Ibuprofenum                                 |
| M02AA14 | Fentiazak       | Fentiazac         |                                             |
| M02AA15 | Diklofenák      | Diclofenac        | Diclofenacum kalicum, Diclofenacum natricum |
| M02AA16 | Feprazon        | Feprazon          |                                             |
| M02AA17 | Nifluminsav     | Niflumic acid     |                                             |
| M02AA18 | Meklofenaminsav | Meclofenamic acid |                                             |
| M02AA19 | Flurbiprofen    | Flurbiprofen      | Flurbiprofenum                              |
| M02AA21 | Tolmetin        | Tolmetin          |                                             |
| M02AA22 | Szuxibuzon      | Suxibuzone        | Suxibuzonum                                 |
| M02AA23 | Indometacin     | Indometacin       | Indometacinum                               |
| M02AA24 | Nifenazon       | Nifenazone        |                                             |
| M02AA25 | Aceklofenák     | Aceclofenac       | Aceclofenacum                               |
| M02AA26 | Nimeszulid      | Nimesulide        | Nimesulidum                                 |
| M02AA27 | Dexketoprofén   | Dexketoprofen     |                                             |

### M02ABKapszaicin-készítmények és hasonló szerek
| ATC     | Magyar       | INN         | Gyógyszerkönyv |
| ------- | ------------ | ----------- | -------------- |
| M02AB01 | Kapszaicin   | Capsaicin   |                |
| M02AB02 | Zukapszaicin | Zucapsaicin |                |

### M02AC 	Szalicilsav-származékot tartalmazó készítmények
QM02AC99 Szalicilsav-származékot tartalmazó készítmények kombinációban

### M02AX Ízületi- és izomfájdalmak egyéb helyi készítményei
| ATC     | Magyar            | INN                | Gyógyszerkönyv        |
| ------- | ----------------- | ------------------ | --------------------- |
| M02AX02 | Tolazolin         | Tolazoline         |                       |
| M02AX03 | Dimetil-szulfoxid | Dimethyl sulfoxide | Dimethylis sulfoxidum |
| M02AX05 | Idrocilamid       | Idrocilamide       |                       |
| M02AX06 | Tolperizon        | Tolperisone        |                       |
| M02AX10 | Egyéb             |                    |                       |